# Rachicerus tenuis
Rachicerus tenuis är en tvåvingeart som beskrevs av Akira Nagatomi 1970. Rachicerus tenuis ingår i släktet Rachicerus och familjen vedflugor. Inga underarter finns listade i Catalogue of Life.